# Volmolen (machine)

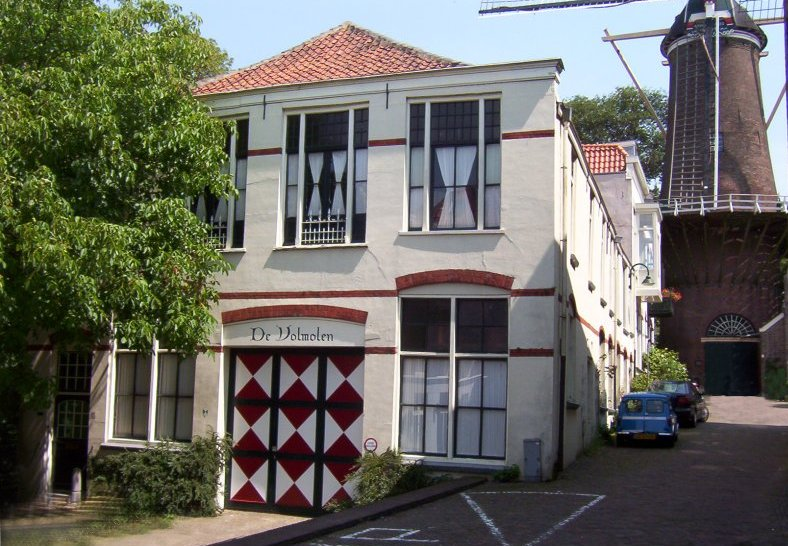
Voormalige volmolen in Gouda uit 1631, de machines werden aangedreven door een watermolen, het water stroomde onder de fabriek door. Op de achtergrond: stellingmolen 't Slot.

Een volmolen of voldersmolen is een industriemolen die werd gebruikt om stof uit geweven wol te verstevigen en te verdichten door een chemisch proces dat vervilten of 'vollen' wordt genoemd. 
Vollen is een bewerking van geweven wollen stof waardoor de kwaliteit sterk veranderde; het kromp van een vrij luchtig weefsel tot een compacte stevige stof. Deze wollen stof was een product van de lakenindustrie. De bedoeling van de bewerking was om de wolweefselstructuur te laten vervilten. Om dit te bereiken moest de stof urenlang, voor sommige kwaliteiten zelfs dagenlang, met kracht gestampt of gekneed worden. Hiertoe stonden in de begintijd mensen in een kuip en stampten met hun voeten op de natte geweven wollen stof, toentertijd het laken genoemd, ze heetten voetvolders. Hierbij werden toevoegingen zoals bentoniet (vollersaarde), urine en zeep gebruikt om een chemische reactie van de wolvezels te krijgen en het vervilten te bevorderen. 
Vanaf de 15e eeuw werden de mensen vervangen door machines die met houten hamers het laken bewerkten, aangedreven door paarden of wind- en watermolens. Bij de volmolens waren grote schuren gebouwd, vaak met zolders, om de vervilte stof te drogen.
De met water aangedreven volmolen had vaak een uitwendig waterscheprad. In de steden was het rad meestal inwendig aangebracht, het water stroomde dan onder het gebouw met de molen door een duiker.
In Merselo (Limburg) is in 2021 een volmolen, de Weverslose Volmolen, gereconstrueerd. Het is de enige in Nederland en waarschijnlijk West-Europa waar een vol-vaardig werktuig aanwezig is.
beukmolen ·
blauwselmolen ·
cacaomolen ·
hennepklopmolen ·
ijzermolen ·
koldermolen ·
kopermolen ·
korenmolen ·
krijtmolen ·
kruitmolen ·
loodwitmolen ·
mosterdmolen ·
moutmolen ·
oliemolen ·
papiermolen ·
pelmolen ·
pepermolen ·
poldermolen ·
schelpzandmolen ·
schorsmolen ·
slijpmolen ·
snuifmolen ·
specerijenmolen ·
spinmolen ·
trasmolen ·
verfmolen ·
volmolen ·
zaagmolen